# Gwyneth Paltrow
Gwyneth Katherine Paltrow (Los Angeles, SAD, 27. rujna 1972.), američka glumica i pjevačica, dobitnica Oscara za najbolju glumicu (1998. godine).

## Mlade godine
Gwyneth Paltrow se rodila u Los Angelesu kao dijete Brucea Paltrowa, filmskog redatelja, i Blythe Danner, američke glumice. Njen otac je bio židovske vjeroispovijesti, a majka kršćanske. Gwyneth je pohađala privatnu školu Spence za djevojke u New Yorku, te nakratko studirala povijest umjetnosti na fakultetu u Kaliforniji, prije nego što je napustila školovanje te se odlučila posvetiti glumi. Njen mlađi brat se zove Jake. S 15 godina je bila zamjenska učenica u Španjolskoj te je tako naučila govoriti španjolski.

## Karijera
Debitirala je nastupom u nezapaženom filmu Shout 1991. No te ju je godine Steven Spielberg, prijatelj njene obitelji, angažirao malom ulogom u filmu Kuka. Kasnije je nastupila u hvaljenom trileru Sedam iz 1995. u kojem je započela vezu s Bradom Pittom. Veza je trajala par godina, ali ju je ona prekinula. Kasnije je izjavila da je pogriješila što je to učinila. Godine 1996. je ponovno bila hvaljena u filmu Emma.
Godine 1997. Paltrow je za povijesnu komediju Zaljubljeni Shakespeare osvojila Zlatni globus kao najbolja glumica u komediji ili mjuziklu, a zatim i Oscara kao najbolja glumica – pri dodjeli te nagrade se rasplakala te je stoga bila izrugivana u medijima. Od tada je snimala rjeđe, ali je nastavila nizati značajne filmove, kao što je hvaljena tragikomedija Obitelj čudaka iz 2001. U intervjuu za "The Guardian" iz 2006. je izjavila da je podijelila karijeru na filmove koje je snimila iz ljubavi – kao što su Obitelj čudaka, Sylvia i Dokaz, te na one koje je snimila samo zbog novca – kao što su Stjuardese lete u nebo i Ljubav je slijepa. 
Osim s Pittom, Paltrow je bila u vezama i s Benom Affleckom i Robertom Seanom Leonardom. Godine 2003. udala se za pjevača Chrisa Martina iz rock grupe Coldplay. S njim je dobila kćerku, koju je nazvala Apple, te sina Mosesa. Nakon što joj je 2002. godine umro otac, Paltrow je bolovala od depresije, što je kasnije i sama potvrdila.

## Izabrana filmografija
- 1991. - Kuka
- 1995. - Sedam
- 1996. - Emma
- 1998. - Savršeno ubojstvo
- 1998. - Zaljubljeni Shakespeare; osvojen Zlatni globus i Oscar, nominacija za BAFTA-u
- 1999. - Talentirani gospodin Ripley
- 2001. - Ljubav je slijepa
- 2001. - Obitelj čudaka
- 2002. - Austin Powers u Goldmemberu
- 2003. - Sylvia
- 2004. - Gospodar neba i svijet sutrašnjice
- 2005. - Dokaz; nominacija za Zlatni globus
- 2008. - Iron Man
- 2010. - Iron Man 2

## Vanjske poveznice
- Gwyneth Paltrow u internetskoj bazi filmova IMDb-u (engl.)
- Hollywood.com
- Absolute celebrities.com